# Тувіль
Туві́ль (фр. Touville) — колишній муніципалітет у Франції, у регіоні Нормандія, департамент Ер. Населення — 149 осіб (2011).
Муніципалітет розташований на відстані близько 130 км на північний захід від Парижа, 30 км на південний захід від Руана, 45 км на північний захід від Евре.

## Історія
До 2015 року муніципалітет перебував у складі регіону Верхня Нормандія. Від 1 січня 2016 року належить до нового об'єднаного регіону Нормандія.
1 січня 2018 року Тувіль приєднано до муніципалітету Тенувіль. 

## Демографія
Динаміка населення (INSEE ):
Розподіл населення за віком та статтю (2006):
| Стать | Всього | До 15 років | 15-24 | 25-44 | 45-64 | 65-85 | Понад 85 |
| --- | ------ | ----------- | ----- | ----- | ----- | ----- | -------- |
| Чоловіки | 68     | 4           | 16    | 16    | 24    | 8     | 0        |
| Жінки | 64     | 12          | 8     | 16    | 20    | 8     | 0        |
| \| Статево-вікова піраміда \| Статево-вікова піраміда \| Статево-вікова піраміда \| \| ----------------------- \| ----------------------- \| ----------------------- \| \| Чоловіки \| Вік \| Жінки \| \| 0 \| 85 + \| 0 \| \| 0 \| 80-84 \| 0 \| \| 4 \| 75-79 \| 4 \| \| 0 \| 70-74 \| 0 \| \| 4 \| 65-69 \| 4 \| \| 4 \| 60-64 \| 0 \| \| 8 \| 55-59 \| 4 \| \| 4 \| 50-54 \| 8 \| \| 8 \| 45-49 \| 8 \| \| 0 \| 40-44 \| 12 \| \| 8 \| 35-39 \| 0 \| \| 4 \| 30-34 \| 0 \| \| 4 \| 25-29 \| 4 \| \| 4 \| 20-24 \| 4 \| \| 12 \| 15-20 \| 4 \| \| 0 \| 10-14 \| 4 \| \| 4 \| 5-9 \| 8 \| \| 0 \| 0-4 \| 0 \| |        |             |       |       |       |       |          |
| Статево-вікова піраміда |        |             |       |       |       |       |          |
| Чоловіки | Вік    | Жінки       |       |       |       |       |          |
| 0 | 85 +   | 0           |       |       |       |       |          |
| 0 | 80-84  | 0           |       |       |       |       |          |
| 4 | 75-79  | 4           |       |       |       |       |          |
| 0 | 70-74  | 0           |       |       |       |       |          |
| 4 | 65-69  | 4           |       |       |       |       |          |
| 4 | 60-64  | 0           |       |       |       |       |          |
| 8 | 55-59  | 4           |       |       |       |       |          |
| 4 | 50-54  | 8           |       |       |       |       |          |
| 8 | 45-49  | 8           |       |       |       |       |          |
| 0 | 40-44  | 12          |       |       |       |       |          |
| 8 | 35-39  | 0           |       |       |       |       |          |
| 4 | 30-34  | 0           |       |       |       |       |          |
| 4 | 25-29  | 4           |       |       |       |       |          |
| 4 | 20-24  | 4           |       |       |       |       |          |
| 12 | 15-20  | 4           |       |       |       |       |          |
| 0 | 10-14  | 4           |       |       |       |       |          |
| 4 | 5-9    | 8           |       |       |       |       |          |
| 0 | 0-4    | 0           |       |       |       |       |          |

## Економіка
2010 року серед 98 осіб працездатного віку (15—64 років) 73 були активними, 25 — неактивними (показник активності 74,5%, у 1999 році було 75,8%). З 73 активних мешканців працювало 66 осіб (32 чоловіки та 34 жінки), безробітними було 7 (5 чоловіків та 2 жінки). Серед 25 неактивних 8 осіб було учнями чи студентами, 10 — пенсіонерами, 7 були неактивними з інших причин.

У 2010 році в муніципалітеті числилось 62 оподатковані домогосподарства, у яких проживали 162,0 особи, медіана доходів виносила 19 156 євро на одного особоспоживача